# Lac de Puy Vachier
Le lac de Puy Vachier est un lac de montagne de France situé dans les Hautes-Alpes, dans le massif des Écrins, au-dessus de la Grave et sous le glacier de la Girose et le Râteau. 

## Géographie
De forme circulaire, il s'inscrit dans un petit cirque glaciaire à près de 2 400 mètres d'altitude. Il est alimenté par la fonte des neiges et les eaux de ruissellement et donne naissance au rif de Puy Vachier, un court torrent qui se jette dans la Romanche. 
Il est accessible à pied par plusieurs sentiers de randonnée qui mènent également au refuge Évariste Chancel tout proche ou encore au col des Ruillans, lieu de la gare amont des téléphériques des glaciers de la Meije.